# La Fonderie (Mulhouse)
Pour les articles homonymes, voir La Fonderie.
La Fonderie est un ancien quartier industriel de Mulhouse intra muros, situé à l'ouest de la gare centrale et du centre-ville. Il s'agit d'un ancien quartier d'usines en fin de réhabilitation. Il est parfois appelé Péricentre-Sud lorsqu'on se réfère au QPPV et ne doit pas être confondu avec le quartier Péricentre proprement dit, parfois appelé Péricentre-Nord. Il accueille aujourd'hui de nombreuses entreprises, notamment dans le domaine du numérique mais également divers établissements de formation comme l'université de Haute-Alsace, Epitech, l'école 42 ou encore la Haute École des arts du Rhin.

## Origine du nom
Il doit son nom à l'implantation, à partir de 1826, d'un important site de constructions mécaniques par l'industriel André Koechlin, créateur de la société André Koechlin & Cie (ancêtre de la SACM et d'Alsthom) jusqu'à la fin des années 1960. 

## Histoire
Les usines André Koechlin & Cie sortirent les premières locomotives alsaciennes, ce qui explique l'implantation, en marge de ce site installé non loin du canal du Rhône au Rhin puis longé par la ligne ferroviaire Mulhouse-Thann, de la première gare mulhousienne (1839).
Faubourg industriel et ouvrier, le quartier qui borde le site industriel a conservé son caractère populaire.

## La «cathédrale»
Totalement remis à neuf pour un budget de 38 millions d'euros, le grand bâtiment industriel surnommé la Cathédrale accueille depuis septembre 2007 le nouveau campus de La Fonderie, extension de l'Université de Haute-Alsace qui comprend la Faculté de Sciences économiques, Sociales et Juridiques (FSESJ) de Mulhouse, premier établissement d'enseignement supérieur du Haut-Rhin en nombre d'étudiants, mais aussi le Centre Universitaire de Formation des Enseignants et des Formateurs (CUFEF). Le campus a été inauguré par le président Nicolas Sarkozy le 6 septembre 2007. Il abrite aussi une bibliothèque universitaire. 

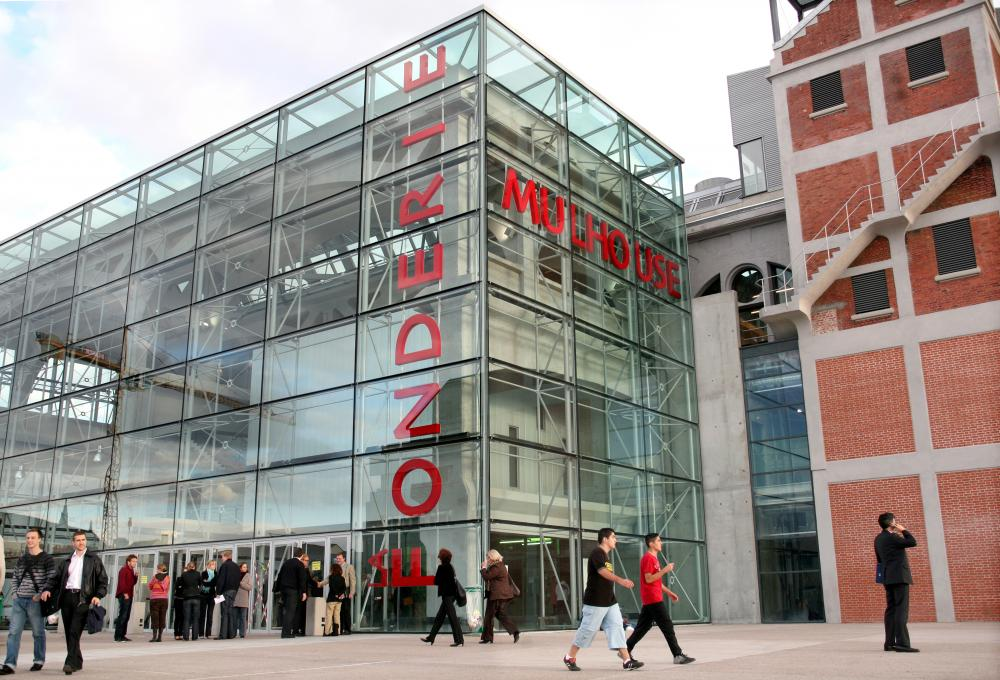
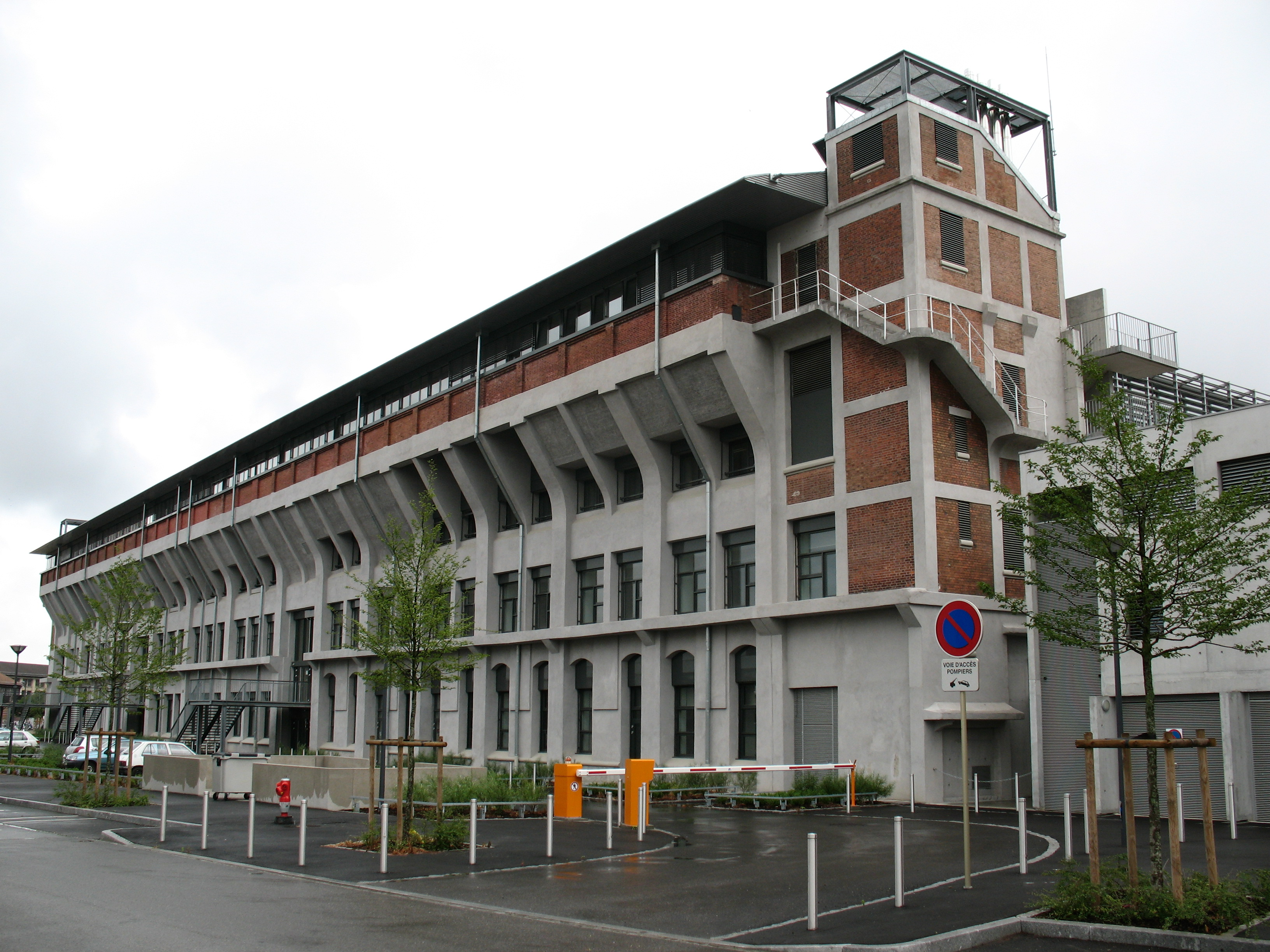
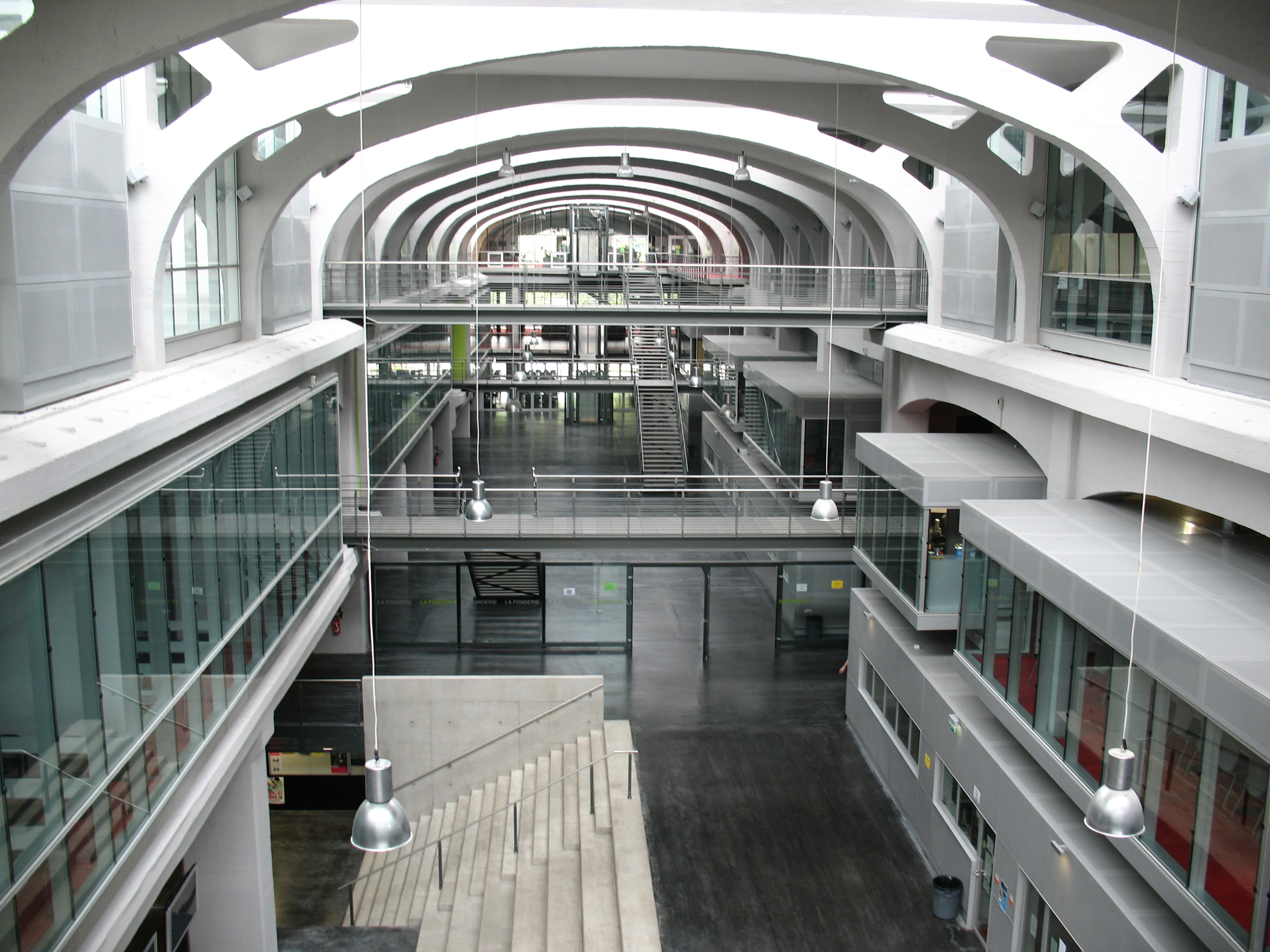

### Campus couvert de l'université de Haute-Alsace
Avec la réhabilitation de la cathédrale de la Fonderie, Mulhouse inaugure le concept de campus couvert. Le campus étant basé sur l'architecture d'un immense bâtiment industriel retravaillé, il est essentiellement un campus intérieur. Les locaux se distribuent sur trois « rues » intérieures appelées Rue Principale, Rue Droite et Rue Gauche. Seuls les bâtiments à usage de logements étudiants se trouvent à l'extérieur. L'accès au campus est totalement libre mais peut toutefois être restreint et contrôlé avec un accès par badge comme dans d'autres universités. 
L'accès aux infrastructures universitaires proprement dites est permis à tous les étudiants de l'Université de Haute-Alsace mais n'est pas possible pour l'ensemble des habitants du quartier.

### Centre d'art contemporain de la Kunsthalle
La « cathédrale » de la Fonderie accueille également un centre d'art au deuxième étage, la Kunsthalle.

### Bibliothèque de l'université et de la Société industrielle de Mulhouse
Installée depuis sa création place de la Bourse à Mulhouse, la bibliothèque quitte en 2010 ces locaux qui n’étaient pas aux normes, ni en termes d’accueil du public ni en termes de conservation des documents et rejoint la cathédrale de la Fonderie, ancien bâtiment industriel de la Société alsacienne de constructions mécaniques reconverti pour accueillir la faculté des sciences économiques sociales et juridiques de l’université de Haute-Alsace, la Kunsthalle de Mulhouse et les Archives municipales de Mulhouse. Située à présent au deuxième étage du bâtiment, elle accueille tous les publics universitaires et non universitaires.

### Archives municipales
Les archives municipales occupent une grande partie du sous-sol de la « cathédrale ».

## KMØ
Le lieu d'innovation, KMØ s'installe en 2019 dans les locaux occupés jusque dans les années 1960 par les ateliers de montage de la SACM. L'entité KMØ est baptisée ainsi en hommage au kilomètre zéro. C'était ainsi que l'on désignait le point de départ physique de la première ligne de chemin de fer mulhousienne inaugurée en 1837 et qui se trouvait au pied du bâtiment B23 attenant aux ateliers.

## Haute École des arts du Rhin
Fondée en 1821 par la Société industrielle de Mulhouse, l'école est au départ un établissement privé dédié au dessin appliqué à l’industrie textile. Elle devient municipale, puis école des beaux-arts après 1945. Ses locaux se situent sur le quai des pêcheurs,  d'où son surnom  «
Le Quai » . Depuis le 1er janvier 2011, elle est regroupée dans le cadre du processus de Bologne avec l'École supérieure des arts décoratifs de Strasbourg et l'Académie supérieure de musique de Strasbourg pour former la Haute école des arts du Rhin (HEAR) dont le siège est situé dans les locaux de l'ESAD à Strasbourg.

## Autres
Se situent également au sein de ce quartier, la Clinique Saint-Sauveur et l'école primaire Kléber.

## Population
Hormis la population étudiante, 3 338 habitants résident dans ce quartier emblématique du passé mulhousien.
Il est intégré au sein du quartier prioritaire « Péricentre », qui présente un taux de pauvreté de 46 %.

## Accès
Le campus de La Fonderie est desservi par la société de transport mulhousien Soléa :
- Tramway :
  - ligne 1 - Station Gare Centrale
  - lignes 2, 3 et Tram-train - Station Tour Nessel
- Bus : ligne C5 - Arrêt Fonderie